# Les Épées de Mars
Les Épées de Mars (titre original : Swords of Mars) est un roman d'Edgar Rice Burroughs faisant partie du Cycle de Mars et se déroulant sur Barsoom. Il s'agit du huitième roman de la série, il suit Le Guerrier de Mars. 
Le roman est initialement publié en épisodes dans Blue Book Magazine entre novembre 1934 et avril 1935, puis en un volume en 1936 par Edgar Rice Burroughs, Inc.

## Publications

### Version originale
- Titre : Swords of Mars
- Parution en magazine : Swords of Mars, Blue Book Magazine, entre novembre 1934 et avril 1935
- Parution en livre : Edgar Rice Burroughs, Inc., 1936

### Éditions françaises
- Les Épées de Mars, in Le Cycle de Mars 2, traduction de Martine Blond, Lefrancq (1995)  (ISBN 978-2-87153-466-2) (volume réédité par la librairie Ananke en 2002  (ISBN 978-2-87418-077-4))